# Fritz Wollny
Fritz Wollny (* 2. Dezember 1891 in Jauer, Provinz Schlesien; † 4. Dezember 1965 in Potsdam-Babelsberg) war ein deutscher Politiker (SPD/SED). Er erwarb sich Verdienste beim Aufbau des Archivwesens in der DDR. 

## Leben
Wollny trat 1906 in den Verwaltungsdienst beim Landratsamt Jauer, wo er bis 1911 als Registrator arbeitete. Von 1912 bis 1933 gehörte er dem Gemeindevorstand Brieske an und war von 1919 bis 1933 dort als Gemeindevorsteher tätig. 1919 schloss er sich der SPD an. 
Nach der „Machtergreifung“ durch die Nationalsozialisten wurde Wollny 1933 verhaftet und zu 18 Monaten Gefängnis verurteilt. Nach seiner Freilassung arbeitete er für verschiedene Versicherungsgesellschaften.
Am 28. April 1945 wurde er von den Sowjets zum Bürgermeister von Brieske ernannt, danach war er stellvertretender Landrat von Calau, dort saß er unterem anderem der Entnazifizierungskommission vor. Seit 1946 Mitglied der SED war er von März 1948 bis Mai 1950 als Nachfolger von Paul Hentschel Leiter der Abteilung Allgemeine Verwaltung im Ministerium des Innern des Landes Brandenburg. Von Mai 1950 bis Juli 1952 leitete er die Hauptverwaltung Staatliche Verwaltung im Ministerium des Innern von Brandenburg. 1952 erhielt er die Leitung der Archivinspektion Brandenburg und wurde Direktor des Brandenburgischen Landeshauptarchivs. Ab 1953 wurde er zunächst Referent im Deutschen Zentralarchiv Potsdam, dann ab August 1954 Referent für Archivwesen beim Rat des Bezirks Potsdam und schließlich 1956 bis zum Eintritt in den Ruhestand im Jahre 1961 Referent in der Staatlichen Archivverwaltung der DDR.